# Oceanodroma socorroensis
El paíño de Townsend (Oceanodroma socorroensis) es una especie de ave procellariiforme de la familia Hydrobatidae que se reproduce en la isla Guadalupe, en la costa occidental de México. Anteriormente era considerada una subespecie del paíño boreal (Oceanodroma leucorhoa), pero en la actualidad es reconocida como especie separada.